# Kraj Przylądkowy

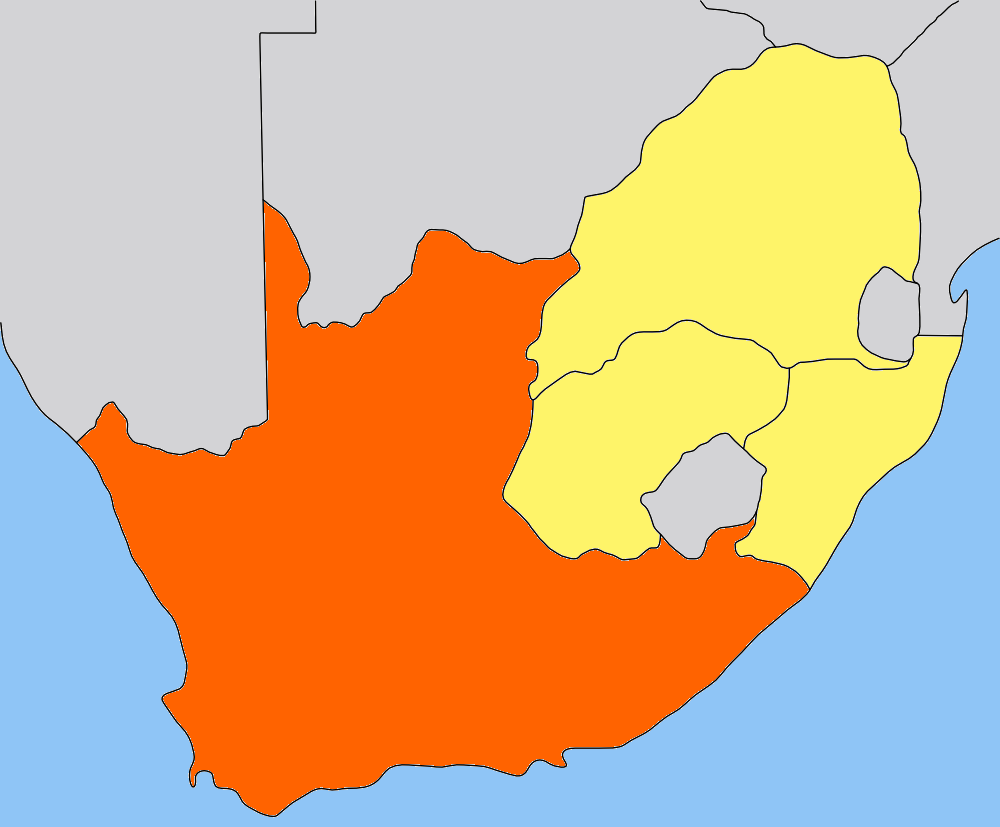
Kraj Przylądkowy 1910-1994

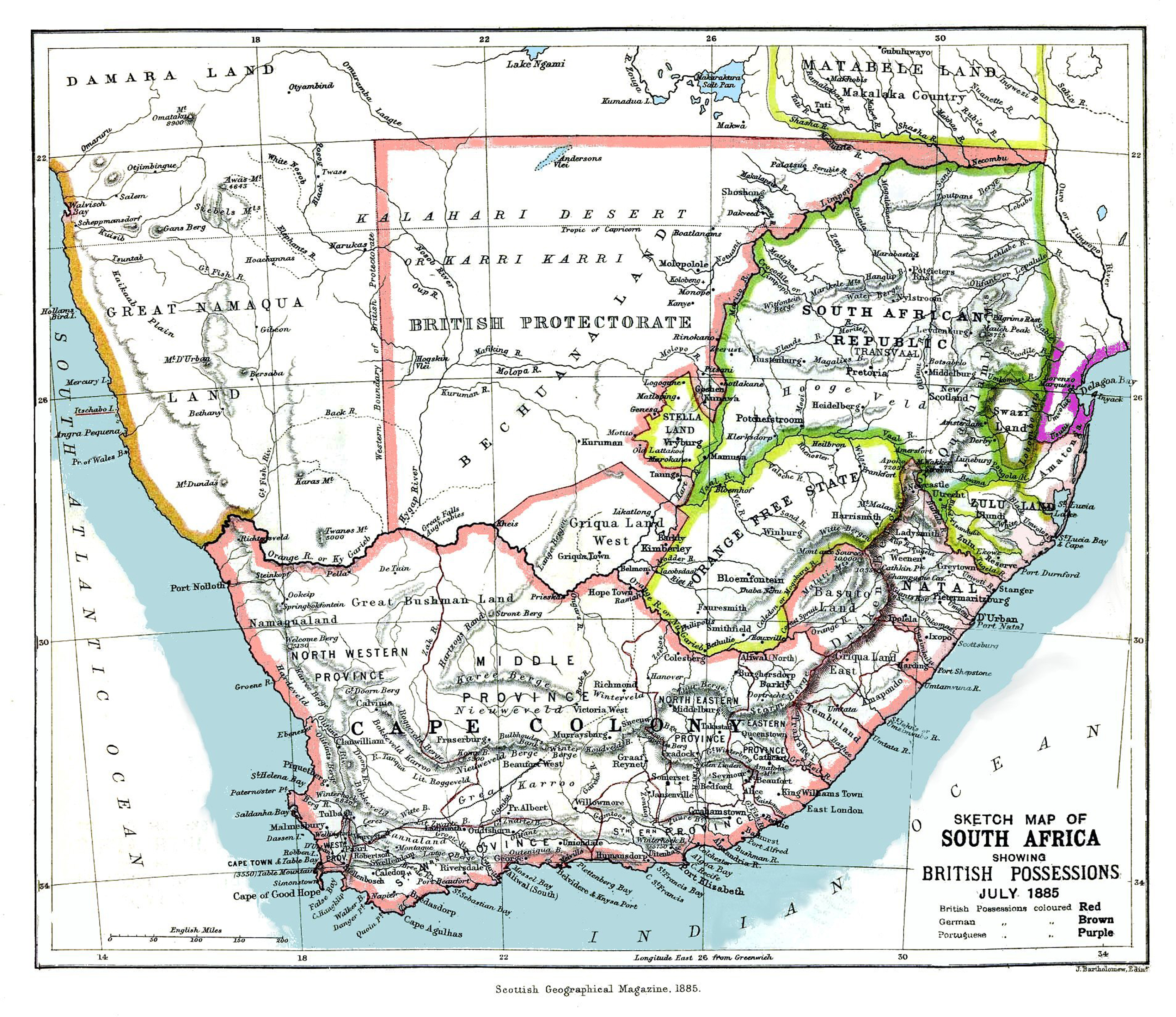
Afryka Południowa w 1885: posiadłości brytyjskie (w tym Kraj Przylądkowy) zaznaczone na różowo

Kraj Przylądkowy (Prowincja Przylądkowa, af. Kaapprovinsie, ang. Cape Province, właściwie Prowincja Przylądka Dobrej Nadziei, Provinsie Kaap die Goeie Hoop Cape of Good Hope Province) − dawna prowincja w Republice Południowej Afryki (wcześniej też prowincja Związku Południowej Afryki), obejmująca południowe wybrzeża Afryki. W momencie utworzenia (w 1910) zajmowała powierzchnię 569 020 km² i była zamieszkana przez 2 564 965 osób. W 1994, kiedy nastąpił jej podział, powierzchnia wynosiła 721 tys. km², a zamieszkiwało ją 6 721 tys. mieszkańców, głównie ludy Bantu. Stolicą prowincji był Kapsztad. 
Prowincja Przylądkowa powstała na miejscu założonej przez osadników holenderskich w XVII-XVIII wieku Kolonii Przylądkowej (Kaapkolonie).
W 1994 roku Prowincja Przylądkowa została podzielona na trzy mniejsze prowincje: Prowincję Przylądkową Zachodnią, Północną i Wschodnią. Niewielka część została włączona do Prowincji Północno-Zachodniej.